# Pida
Pida is een geslacht van vlinders van de familie spinneruilen (Erebidae), uit de onderfamilie Lymantriinae.

## Soorten
- P. apicalis Walker, 1865
- P. decolorata Walker, 1869
- P. postalba Wileman, 1910